# Orbicula
Orbicula är ett släkte av svampar. Orbicula ingår i familjen Pyronemataceae, ordningen skålsvampar, klassen Pezizomycetes, divisionen sporsäcksvampar och riket svampar.